# Nunchaku

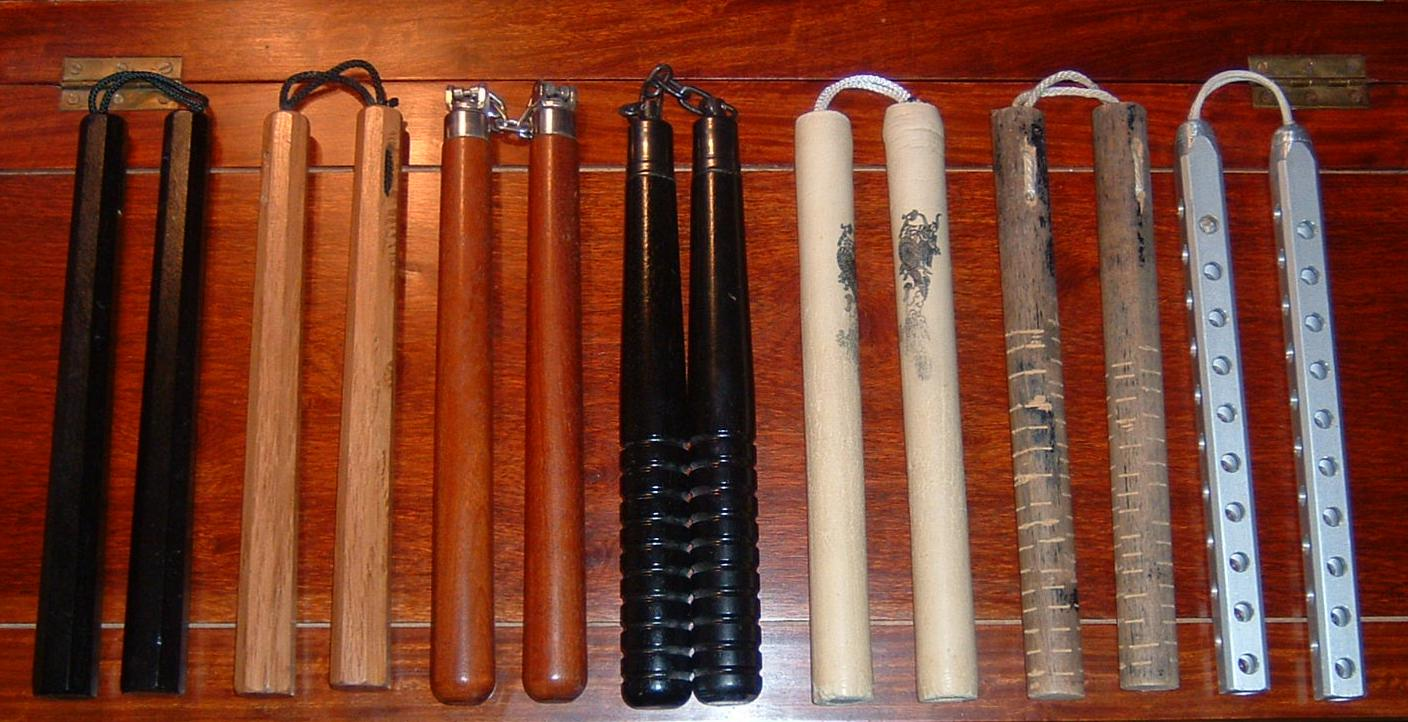
Några olika nunchaku.

Nunchaku är ett vapen som har sina rötter i Östasien, och vanligen betraktas som japanskt eller okinawanskt, men vars japanska namn (nunchaku) går tillbaka på den fujianesiska uttalet av det kinesiska namnet, ng-chiat-kun (兩節棍, "två-delad käpp"). Vapnet består av två, tre eller fyra likadana träpinnar som sitter ihop med kedjor. Den sort som har två delar är den vanligaste. Det finns även varianter av vapnet som används vid nunchaku-träningen där det är ett rep som binder ihop pinnarna istället för kedjor. För träning används också lite mjukare pinnar.

## Bruk inom film och idrott
Nunchaku används inom Ryukyu kobujutsu, samt har ofta använts på film eftersom vapnet ser spektakulärt ut. Därför har nunchaku ofta förknippats med Bruce Lee, som använde dem i många filmer. Inom Bruce Lees egen kampstil jeet kune do används nunchaku i mindre utsträckning.
Det finns även en modern gren som koncentrerar sig på nunchaku, och ibland kallas sportnunchaku eller nunchaku-do. Den är utvecklad under 1900-talet, och utanför Asien. Denna form av nunchaku utövas främst på den europeiska kontinenten. Man använder sig av nunchakus och sparkar. Det finns tre grenar inom sporten och man kan tävla i alla tre. Den första är kamp; man slåss två och två med nunchakus, sparkar och skydd och man kan bland annat stjäla motståndarens nunchaku mitt i striden så att man har två istället för en och den andra bara får använda sig av sparkar. Man stjäl motståndarens nunchaku genom att slå sin nunchaku mot motståndarens så att man får sin kedja runt motståndarens kedja och då drar ifrån den från honom. Matchen brukar oftast stoppas när en nunchaku stjäls och då får han som stal den en poäng. Den andra är mönster; man gör olika slag och sparkar i en viss ordning vilket kan jämföras med poomsae i taekwondo eller kata i karate. Den tredje och sista grenen är freestyle; man gör valfria rörelser och trick under en viss tid med antingen en eller två nunchakus och sedan bedömer domarna vem som gjorde bäst.

## Övrigt
- Vapnet används av Michelangelo i serien Teenage Mutant Ninja Turtles.
- Vapnet används av Jay i serien Lego: Ninjago
- Nintendo har till sin spelmaskin Wii gjort en spelkontroll som heter "Nunchuk Controller" och tillsammans med huvudkontrollen utseendemässigt påminner om en nunchaku.
- Storbritannien klippte tidigare bort alla scener i filmer och övrig media där nunchakus användes. Detta ändrades år 2000 då en full dvd-version av filmen I drakens tecken släpptes utan någon nunchaku-censur.
- Taiwanesiske popsångaren Jay Chou har en sång som heter "Shuang Jie Gun" (nunchuckus), där han sjunger om vapnet.
- Det språkligt paradoxala karatepinnar har på svenska blivit en tämligen etablerad synonym till nunchaku[1][2][3][4][5][6][7][8]
- I TV-spelet Soul Calibur använder karaktären Maxi nunchakus.